# Kristine Nitzsche
Kristine Nitzsche (ur. 1 czerwca 1959 w Lipsku) – niemiecka lekkoatletka, skoczkini wzwyż i wieloboistka. W czasie swojej kariery reprezentowała  Niemiecką Republikę Demokratyczną.
Zwyciężyła w skoku wzwyż i pięcioboju na mistrzostwach Europy juniorów w 1977 w Doniecku.
Zdobyła brązowy medal w pięcioboju na mistrzostwach Europy w 1978 w Pradze, przegrywając jedynie z Margit Papp z Węgier i swoją koleżanką z reprezentacji NRD Burglinde Pollak, Na tych samych mistrzostwach zajęła 11. miejsce w skoku wzwyż.
Była wicemistrzynią NRD w skoku wzwyż w 1979 oraz w sztafecie 4 × 400 metrów w 1980. W hali była mistrzynią NRD w skoku wzwyż w 1979 i brązową medalistką w tej konkurencji w 1977, a w pięcioboju była halową mistrzynią w 1979, wicemistrzynią w 1978 i brązową medalistką w 1984.
Rekord życiowy Nitzsche w skoku wzwyż wynosił 1,95 m. Został ustanowiony 14 lipca 1979 w Schielleiten.